# Olha Bibik
Olha Bibik (Ucrania, 5 de febrero de 1990) es una atleta ucraniana especializada en la prueba de 4x400 m, en la que consiguió ser medallista de bronce europea en pista cubierta en 2017.

## Carrera deportiva
En el Campeonato Europeo de Atletismo en Pista Cubierta de 2017 ganó la medalla de bronce en los relevos de 4x400 metros, con un tiempo de 3:32.10 segundos, tras Polonia (oro) y Reino Unido (plata).